# Kamenný vrch (rozhledna)
Kamenný vrch je rozhledna nacházející se v katastru městské části Nový Lískovec města Brna v jihomoravském kraji.

## Další informace
Vybudovaná zde byla v roce 1928 v areálu lesoparku, který sloužil pacientům místní ozdravovny. Ten byl roku 1948, po zrušení ozdravovny nechán ladem, proto postupem času celý areál zarostl zelení. V 80. letech 20. století bylo z důvodu chybějícího zábradlí na vyhlídkové plošině, uvnitř rozhledny odstraněno schodiště. V roce 2011 prošla rozhledna rekonstrukcí za 4 miliony korun, upraven byl i okolní areál a některé objekty nacházející se v něm. 17. září 2011 byla rozhledna slavnostně zpřístupněna veřejnosti.